# Vinodol

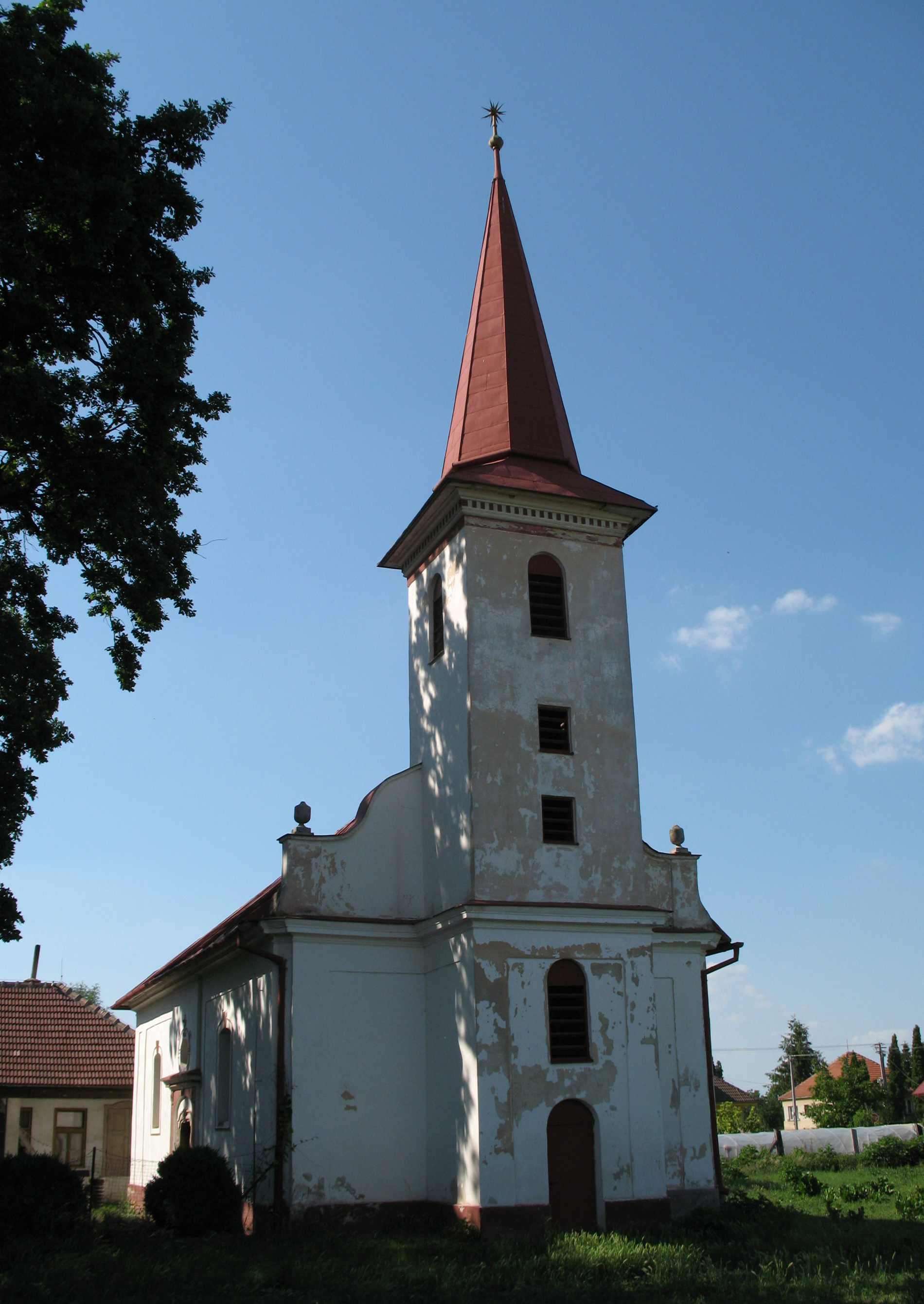
Vinodol

Vinodol (Hongaars: Nyitraszőlős) is een Slowaakse gemeente in de regio Nitra, en maakt deel uit van het district Nitra.
Vinodol telt 1.975 inwoners.